# Alan Watts
Alan Wilson Watts (Chislehurst, 6 gennaio 1915 – Mount Tamalpais, 16 novembre 1973) è stato un filosofo e oratore britannico, noto per i suoi studi e l'opera di divulgazione e insegnamento incentrati sul buddismo zen e altre filosofie orientali.
(Alan W. Watts, La via dello Zen)

## Biografia

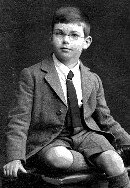
Alan Watts a 7 anni nel 1922

Firma

Nasce nel 1915, nel Kent, da una famiglia del ceto medio. A sedici anni scrisse i suoi primi articoli per la rivista della Buddhist Lodge di Londra. Si trasferì negli Stati Uniti nel 1938. Poco tempo dopo, durante un tour in Europa, ebbe modo di conoscere lo psichiatra e psicoanalista Carl Gustav Jung con cui approfondì alcune nuove tesi sulla moderna psicologia. Al suo ritorno negli Stati Uniti fu introdotto all'esperienza psichedelica dal Dr. Oscar Janiger, divenendo un sostenitore dell'antiproibizionismo in materia di droghe. Entrò poi in seminario venendo ordinato pastore episcopaliano, ma poi la sua esperienza spirituale lo portò alla conversione al buddismo.
Noto per i suoi vasti studi di filosofia orientale (buddismo Zen, taoismo, induismo), pubblicò nel 1957 The Way of Zen, la sua opera più significativa, in cui espone la storia del buddismo e della scuola Zen, e le dottrine del Buddha e dei maestri Mahāyāna Chán e Zen, adattati alla mentalità dell'ascoltatore e del praticante occidentale. Watts, come già avevano incominciato maestri e studiosi quali Daisetsu Teitarō Suzuki o Taisen Deshimaru, rese così alla portata del grande pubblico anche importanti nozioni di buddhologia, ad esempio chiarendo che la dottrina della vacuità, del nirvana e dell'impermanenza non sono pessimiste e nichiliste come hanno pensato molti occidentali precedentemente (come Schopenhauer), e la natura non duale (non materialistica, spiritualista, idealista o "ateistica", varie etichette di volta in volta proposte in occidente per le religioni orientali) del pensiero buddista, taoista e induista (specialmente la scuola meno teista, l'Advaita Vedānta, già conosciuta nei paesi anglosassoni grazie all'opera di Vivekananda).
(La via dello Zen)
Per l'occidentale il cambiamento provoca angoscia e nostalgia ma "la resistenza al cambiamento è la causa principale della nostra sofferenza", scrive Watts. Per l'orientale invece la percezione del cambiamento porta al non-attaccamento opposto al veleno della tṛṣṇā (cupidigia o attaccamento).
(La via dello Zen)

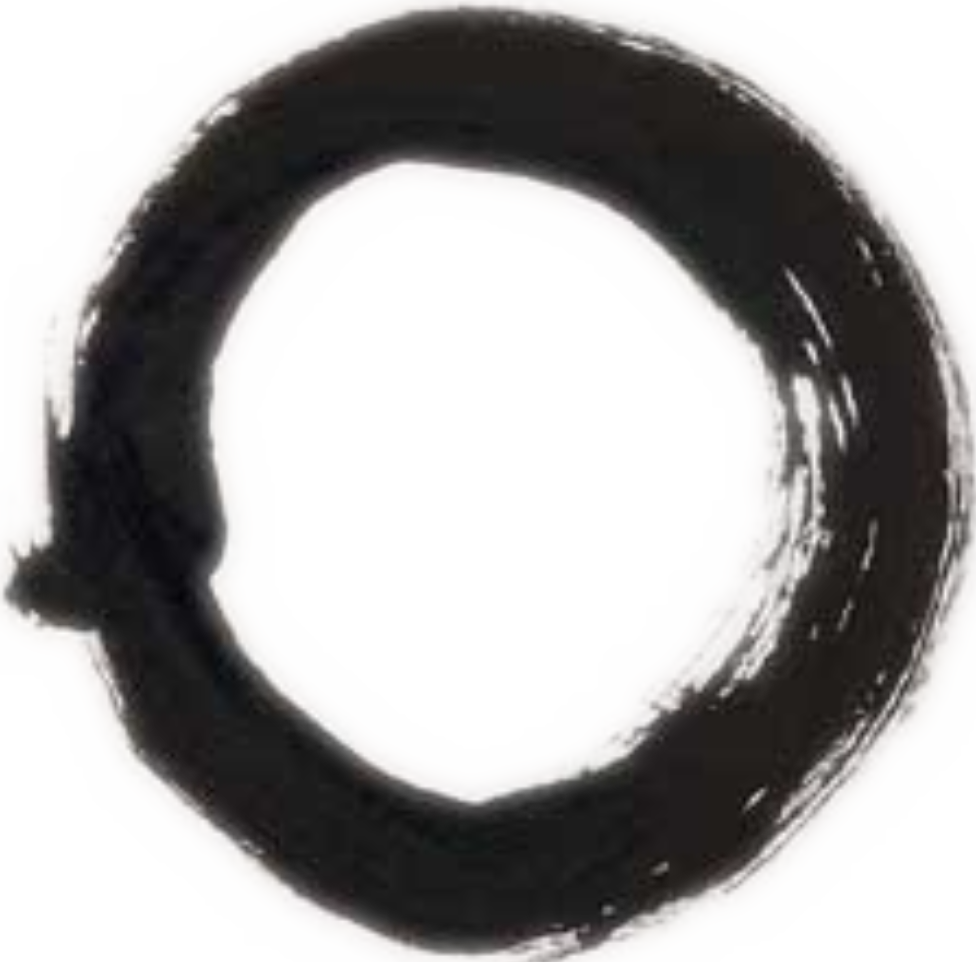
Ensō, simbolo zen. Calligrafia di Kanjūrō Shibata XX (二十代柴田勘十郎, 1921-), maestro di kyūdō.

Watts ebbe modo di insegnare nelle università di Cambridge (Inghilterra), Cornell (USA) e Hawaii. Negli ultimi anni della sua vita divenne uno dei punti di riferimento per tutta l'area della controcultura, tra cui il movimento hippy. Fu anche molto vicino al movimento della Beat Generation. Fu molto ammirato ma anche criticato.
Watts morì nel sonno, a causa di scompenso cardiaco sorto all'età di 58 anni dopo un faticoso tour di seminari, nella sua solitaria capanna di meditazione di Druid Heights, sul Monte Tamalpais (contea di Marin, California). Nonostante alcune illazioni (che si fosse trattato di morte sospetta o dovuta ad alcolismo), sia la moglie che il figlio confermarono che la morte di Watts, che soffriva di problemi cardiologici, fu assolutamente naturale (come dichiarato dal coroner e dal medico legale) e inaspettata per tutti, ma al contempo, secondo loro, da lui prevista e pianificata, come avvenuto a molti praticanti, maestri e mistici orientali di ogni tempo, secondo diversi racconti. Il suo corpo venne cremato su una pira a Muir Beach, come da tradizione per i monaci e i maestri; una parte delle ceneri fu sepolta presso Druid Heights, mentre l'altra fu conservata presso il monastero buddista di Green Gulch.

### Vita privata
Watts si sposò tre volte durante la propria vita, ebbe sette figli e cinque nipoti.

## Opere
- 1936 The Spirit of Zen
- 1937 The Legacy of Asia and Western Man
- 1940 The Meaning of Happiness
- 1944 Theologica Mystica of St. Dionysius
- 1948 Behold the Spirit: A Study in the Necessity of Mystical Religion
- 1950 Easter - Its Story and Meaning
- 1950 The Supreme Identity (La suprema identità)
- 1951 The Wisdom of Insecurity (La saggezza del dubbio)
- 1953 Myth and Ritual in Christianity
- 1957 The Way of Zen ("La via dello Zen", 1ª edizione italiana 1960)
- 1958 Nature, Man, and Woman (Uomo, donna, natura)
- 1960 "This Is It" and Other Essays on Zen and Spiritual Experience
- 1961 Psychotherapy East and West
- 1962 The Joyous Cosmology (La gaia cosmologia)
- 1963 The Two Hands of God - The Myths of Polarity
- 1964 Beyond Theology - The Art of Godmanship
- 1966 The Book - On the Taboo Against Knowing Who You Are (Il libro dei tabù che ci vietano la conoscenza di ciò che veramente siamo)
- 1967 Nonsense
- 1970 Does It Matter? Essays on Man's Relation to Materiality
- 1971 Erotic Spirituality - The Vision of Konarak
- 1972 The Art of Contemplation
- 1972 In My Own Way - An Autobiography 1915-1965
- 1973 Cloud-hidden, Whereabouts Unknown: A Mountain Journal
- 1974 The Essence of Alan Watts
- 1975 Tao: The Watercourse Way
- 1976 Essential Alan Watts
- 1978 Uncarved Block, Unbleached Silk: The Mystery of Life
- 1979 Om: Creative Meditations
- 1982 Play to Live
- 1983 Way of Liberation: Essays and Lectures on the Transformation of the Self
- 1985 Out of the Trap
- 1986 Diamond Web
- 1987 The Early Writings of Alan Watts
- 1990 The Modern Mystic: A New Collection of Early Writings
- 1994 Talking Zen
- 1995 Become What You Are
- 1995 Buddhism: The Religion of No-Religion
- 1995 The Philosophies of Asia
- 1995 The Tao of Philosophy
- 1996 Myth and Religion
- 1997 Taoism: Way Beyond Seeking
- 1997 Zen and the Beat Way
- 1998 Culture of Counterculture
- 1999 Buddhism: The Religion of No-Religion
- 2000 Still the mind: an introduction to meditation
- 2000 What is Zen?
- 2000 What is Tao?

### Opere audiovisive
Incluse registrazioni di reading e seminari nelle maggiori università statunitensi:
- 1960 Eastern Wisdom in Modern Life, television series, (qui)
- 1960 Essential Lectures, audio recordings, (qui)
- 1960 Nature of Consciousness, essay, (qui)
- 1960 The Value of Psychotic Experience
- 1960 The World As Emptiness
- 1960 From Time to Eternity
- 1960 Lecture On Zen
- 1960 The Cross of Cards
- 1960 Taoism
- 1962 This Is IT
- 1968 "Psychedelics & Religious Experience", in California Law Review (qui)
- 1969 Why Not Now: The Art of Meditation
- 1994 Zen: The Best of Alan Watts (VHS)
- 2005 Do You Do It, or Does It Do You? How to let the universe meditate you (CD)
- 2007 Zen Meditations with Alan Watts, DVD, (qui)